# Rhapsodie en août
Pour plus de détails, voir Fiche technique et Distribution.
Rhapsodie en août (八月の狂詩曲, Hachi-gatsu no kyōshikyoku) est un film japonais réalisé par Akira Kurosawa, sorti le 25 mai 1991.

## Synopsis
L'été 1990, Tami, Shinjiro, Tateo et Minako, les quatre petits-enfants de Kané, vont passer leurs vacances chez elle, dans la région de Nagasaki, au sud du Japon.
Ce sont des vacances un peu inhabituelles, car la grand-mère a reçu au début de cet été-là une lettre de son frère émigré à Hawaii. Celui-ci, très malade, a exprimé le désir de revoir sa vieille sœur avant de mourir. Pourtant, Kané, qui a eu onze frères et sœurs, ne se souvient plus très bien de ce Suzujiro qui a quitté le Japon bien avant la guerre.
Elle a envoyé son fils Tadao et son épouse à Hawaï. Le fils écrit à sa mère pour lui parler de cette famille américaine. La lettre lui apprend que son frère avait fait fortune dans la culture des ananas, et qu'il est marié avec une Américaine, dont il a eu un fils, Clark. Il la prie de venir la rejoindre avec ses petits-enfants car il aimerait voir sa famille japonaise. Les petits-enfants sont ravis de pouvoir partir en Amérique, mais la grand-mère qui ne se rappelle pas de ce frère a du mal à croire en son existence. 
Le lendemain, alors que Tateo reste avec Kané pour lui faire rappeler l’existence de ce frère et la convaincre ainsi de faire le voyage, les trois autres petits-enfants vont faire des courses à Nagasaki. Ils en profitent pour visiter les lieux témoins de la bombe nucléaire lancée sur la ville le 9 août 1945, dont l’école où leur grand-père a été tué. Le soir, au dîner, Kané leur dit ne pas détester les Américains car la responsable de ce drame est la guerre. Dans une autre lettre reçue, le fils de Kané indique que l’oncle américain a pu citer les noms de ses frères et sœurs. La grand-mère accepte alors de faire le voyage, mais seulement après le 9 août, date anniversaire de la mort de son époux. Elle demande à Tateo d’envoyer un télégramme où il explique tout cela. Quelques jours après, Tadao et son épouse arrivent. Ils n’ont pas eu connaissance de ce télégramme. Il en est mécontent car il n’a pas voulu parler de la mort de son grand-père le 9 août 45 pour ne pas froisser la famille américaine. La sœur de Tadao et son mari les retrouvent. Ensemble, ils évoquent la richesse de cette famille et le bénéfice qu’ils pourraient en tirer. Ce comportement des adultes choque les 4 petits-enfants ainsi que Kané. Un télégramme annonce la visite de Clark en personne. Tadao est convaincu qu’il vient pour rompre les liens avec eux, car il n’a pas dû apprécier l’allusion à la mort du grand-père à Nagasaki lorsque la bombe américaine explosa. Tadao et son épouse accueillent Clark alors que les petits-enfants refusant de voir ce cousin venu rompre les liens avec eux, préfèrent retourner sur les lieux du drame. Clark exprime son regret que Tadao lors du voyage n’ait jamais parlé du grand-père mort dans l’explosion. Il lui demande de l’amener sur les lieux du drame. Ils y retrouvent les enfants. Le soir, Clark qui a souhaité loger dans la famille et non à l’hôtel, discute avec sa tante Kané, évoquant la mémoire de son défunt mari. Il lui dit que son père l'a encouragé à faire ce voyage. Le 9 août, la cérémonie des victimes de la bombe a lieu en présence des familles des défunts. Clark y participe. Puis, il passe du temps avec ses petits cousins. Mais un télégramme lui apprend la mort de son père et il doit précipitamment retourner dans son pays. Kané s’en veut de ne pas avoir été dès le début voir son frère. La nuit, un terrible orage a lieu. Cela lui rappelle le jour où la bombe est tombée. Au matin, Tadeo, son épouse et les quatre petits-enfants cherchent leur grand-mère qui a revécu la nuit tragique de l’explosion. Alors qu’un déluge de pluie s’abat, la famille découvre que Kané est sorti pour se rendre sur les lieux de l’explosion comme elle l’avait fait en 1945. Tous sortent et aperçoivent la grand-mère courir en se protégeant avec un parapluie qui s’est retourné, malgré les rafales de vent et l’averse. Tous veulent la rejoindre, les petits-enfants en premier. Ils essayent de la rattraper.

## Fiche technique
Sauf indication contraire, les informations mentionnées dans cette section peuvent être confirmées par les bases de données cinématographiques  présentes dans la section « Liens externes ».
- Titre : Rhapsodie en août
- Titre original : 八月の狂詩曲 (Hachi-gatsu no kyōshikyoku)
- Titre anglais : Rhapsody in August
- Réalisation : Akira Kurosawa
- Scénario : Akira Kurosawa et Ishirō Honda (non crédité), d'après le roman Nabe no naka de Murata Kiyoko
- Musique : Shin'ichirō Ikebe
- Photographie : Takao Saitō et Masaharu Ueda
- Montage : Akira Kurosawa
- Son : Kenichi Benitani
- Production : Hisao Kurosawa et Toru Okuyama
- Pays de production :  Japon
- Langue originale : japonais
- Format : couleurs (Fujicolor) - 1,85:1 - 35 mm - Dolby
- Genre : drame
- Durée : 98 minutes
- Dates de sortie : 
  - France : 12 mai 1991 (Festival de Cannes) ; 25 mai 1991 (sortie nationale)
  - Japon : 25 mai 1991

## Distribution
Sauf indication contraire, les informations mentionnées dans cette section peuvent être confirmées par les bases de données cinématographiques  présentes dans la section « Liens externes ».
- Sachiko Murase : Kane
- Hisashi Igawa : Tadao
- Narumi Kayashima : Machino
- Tomoko Otakara : Tami
- Mitsunori Isaki : Shinjirō
- Toshie Negishi : la fille de Kane
- Hidetaka Yoshioka : Tateo
- Choichiro Kawarazaki : Noboru
- Mieko Suzuki : Minako
- Richard Gere : Clark
- Noriko Honma : parente du défunt
- Sachio Sakai : parent du défunt

## Distinctions
Sauf indication contraire, les informations mentionnées dans cette section peuvent être confirmées par les bases de données cinématographiques  présentes dans la section « Liens externes ».

## Récompenses
- Japan Academy Prize 1992 :
  - Meilleure direction artistique pour Yoshirō Muraki
  - Meilleure photographie pour Takao Saitō et Masaharu Ueda
  - Meilleur éclairage pour Takeshi Sano
  - Meilleur son pour Kenichi Benitani
- Nikkan Sports Film Awards 1992 : meilleure actrice pour Sachiko Murase

### Classement
- Meilleurs films de l'année 1991 pour les Cahiers du Cinéma : 8e place

### Nominations
- Japan Academy Prize 1992 :
  - Meilleur film pour Akira Kurosawa
  - Meilleur réalisateur pour Akira Kurosawa
  - Meilleur scénario pour Akira Kurosawa
  - Meilleure actrice pour Sachiko Murase
  - Meilleur acteur dans un second rôle pour Hisashi Igawa
  - Meilleure musique pour Shin'ichirō Ikebe